# Kristie Moore
Kristie Moore (née le 22 avril 1979 à Grande Prairie) est une curleuse canadienne.

## Palmarès
Jeux olympiques
| Épreuve / Édition | Vancouver 2010 |
| Curling           | Argent         |